# Sociologia
La sociologia és la ciència general de la societat i, per tant, la més fonamental de les ciències socials. Estudia la realitat social contemporània com el producte d'una sèrie de processos històrics anomenats, en conjunt, modernitat; i que inclou la creació de l'estat liberal, les revolucions científica i industrial, el nacionalisme, el moviment obrer, el colonialisme i la descolonització, la globalització, i el neoliberalisme, entre d'altres. Se centra en aspectes com la política, el gènere, la raça, la ciència i la tecnologia, el crim, la desviació, o el treball. És difícil, no obstant això, elaborar una definició tècnica de la sociologia, ja que com a disciplina es va originar i desenvolupar en el context dels mateixos processos històrics que estudia i, aleshores, és un corrent de pensament en constant evolució.
Fou constituïda al segle xix pels anomenats pares de la sociologia: Karl Marx, Émile Durkheim i Max Weber. Les seues obres trencaren amb la tradició liberal en filosofia i promulgaren l'estudi empíric de la realitat social. Segons aquests pensadors, els fenòmens socials són construccions socials, és a dir, en comptes d'estar regits per principis morals abstractes i universals, són el producte de processos històrics complexos i concrets. Les principals contribucions al pensament social d'ençà el segle xix han estat vinculades a la sociologia, amb les obres de Georg Simmel, Alexis de Tocqueville, Antonio Gramsci, Louis Althusser, Theodor Adorno, Walter Benjamin, Herbert Marcuse, Michel Foucault, Pierre Bourdieu; i, en l'actualitat, Bruno Latour, Donna Haraway, Judith Butler, Anthony Giddens, Zygmunt Bauman, Ulrich Beck, Manuel Castells o Slavoj Zizek.

## Definició

### Etimologia i significat
El terme sociologia deriva del llatí, d'una banda, amb el prefix socius que vol dir 'companyia' i del sufix logia, d'altra banda, que deriva del grec λογία i que vol dir "estudi de". La sociologia és doncs l'estudi de la companyia, més ben dit, l'estudi de la societat.
La definició de la sociologia com a disciplina de les ciències socials es objecte, com l'economia, de propostes molt variades i cap mena de consens. Les definicions tenen com a hàbit de multiplicar-se segons la biografia emprada. Per això mateix es pot mirar de trobar una definició consensuada a partir de la definició de societat. En termes curts i simples, la societat és l'experiència que l'ésser humà com a individu té amb la resta d'éssers que l'envolten perquè, efectivament, l'ésser humà és social per natura. Per una qüestió o una altra, cap ésser humà viu tot sol. I, en aquest sentit, es veu condicionat per les relacions que manté amb la resta. Sent així, la sociologia és l'estudi de l'ésser humà en la seua vessant col·lectiva.
Això ens porta a reprendre el camp de les ciències socials. En tant que "socials" estudien la societat i, per tant, podríem dir que la sociologia és simplement un angle d'estudi de la societat, així com les ciències polítiques o l'economia són dos altres angles d'estudi de la societat. És a dir, mentre que l'economia estudia la gestió dels recursos en col·lectivitat i les ciències polítiques estudien les preses de decisions en col·lectivitat, la sociologia estudia el comportament humà en col·lectiu.
Dit això, la sociologia és una disciplina pròpiament occidental i ben sovint s'acostuma a definir-la pel seu contrari. Des d'aquesta perspectiva, la sociologia seria l'estudi de les societats industrials i l'antropologia, el de les societats no industrials. Tal com hem dit, la sociologia és una disciplina pròpiament occidental; i per això aquesta mena de definició és eurocèntrica, atès que altres societats no occidentals però industrialitzades utilitzen l'antropologia en comptes de la sociologia.
Això és així perquè la sociologia neix com a resposta a la Revolució Industrial i a la introducció dels ideals il·lustrats vers el segle xviii i xix. Aleshores els filòsofs del coneixement entren en una dinàmica pròpia de la divisió del treball propugnada per l'Adam Smith i, en consonància amb això, pensen que els canvis són tan radicals i diferents que cal una disciplina a banda que permeta comprendre'ls. De tot això neix la sociologia.
En darrer terme, la sociologia s'ha intentat definir a través dels seus autors, de les seues escoles i la seua metodologia. Tanmateix, cap d'aquestes definicions són útils i servibles per a una descripció de l'objecte de la disciplina perquè es prenen opinions i desorienta les definicions cap a pensaments. Per conservar, doncs, una definició de l'objecte i no del subjecte, la sociologia es definix com la ciència que estudia l'home comú al seu entorn modern. Una definició a partir dels autors, però, permet fer una anàlisi cronològica de l'evolució de la sociologia, cosa que tot seguit presentem.

#### Comte

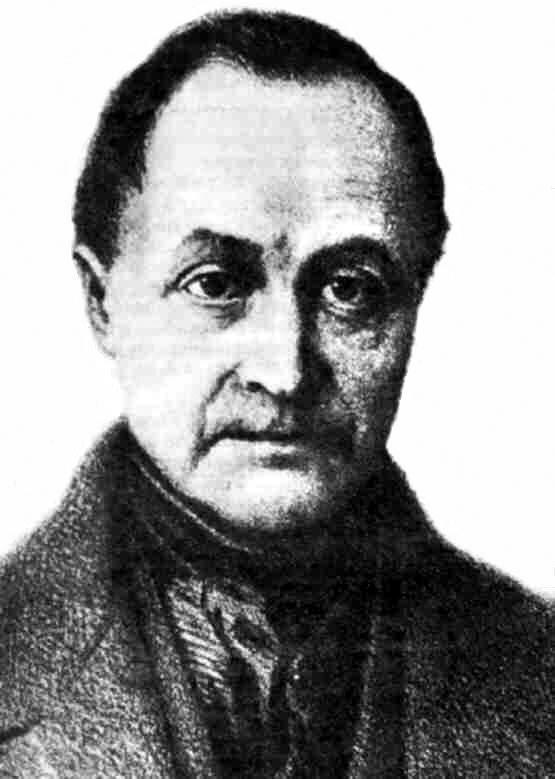
Auguste Comte (1798–1857)

El terme sociologia fou encunyat per primer cop, l'any 1780, per l'assagista francès Emmanuel-Joseph Sieyès, en un manuscrit. "Sociologia" fou definit, no obstant això, més avant pel filòsof francès de les ciències Auguste Comte, el 1838, que el popularitza malgrat que la seua institucionalització és encara més tardana. Comte, en coherència amb el positivisme, utilitzà el terme com a sinònim de "física social"; perquè pensava que calia una disciplina científica sobre la societat i, per tant, la seua física social cal incloure-la en l'esquema del coneixement. El terme és, tot seguit, apropiat per altres pensadors i científics, com ara l'estadista Adolph Quetelet. Comte s'esforçà a unificar la història, la psicologia i l'economia a través de les ciències de l'enteniment social. Una proposta epistemològica que s'acaba traduint a Curs de filosofia positiva (1830-1842) i a Discours sur l'ensemble du positivisme (1848).
Comte donà un impuls potent al desenvolupament de la sociologia. Un impuls que donà fruïts a les dècades posteriors del segle xix. I, així i tot, aquesta afirmació no és assignar als sociòlegs francesos com Durkheim un estatut de devots del positivisme. Però insistint en la irreductibilitat de cadascuna de les ciències bàsiques de Comte i cap a la ciència particular que pressuposava la jerarquia comtiana, tot emfasitzant en la naturalesa de la sociologia com a estudi científic dels fenòmens socials, Comte col·locà la sociologia al mapa. Concretament, els inicis es poden remuntar molt més enllà de Montesquieu, per exemple, a Condorcet, per no parlar de Saint-Simon, l'immediat predecessor de Comte. Però allò que és clar és un reconeixement de Comte per la sociologia com a ciència particular, amb un caràcter propi, fet que portà Durkheim a considerar-lo com el pare o fundador d'aquesta ciència, malgrat que Durkheim no acceptà la idea dels tres estadis i el criticà.Frederick Copleston, A historiy of Philosophy: IX modern Philosophy (1974), p. 188

#### Marx

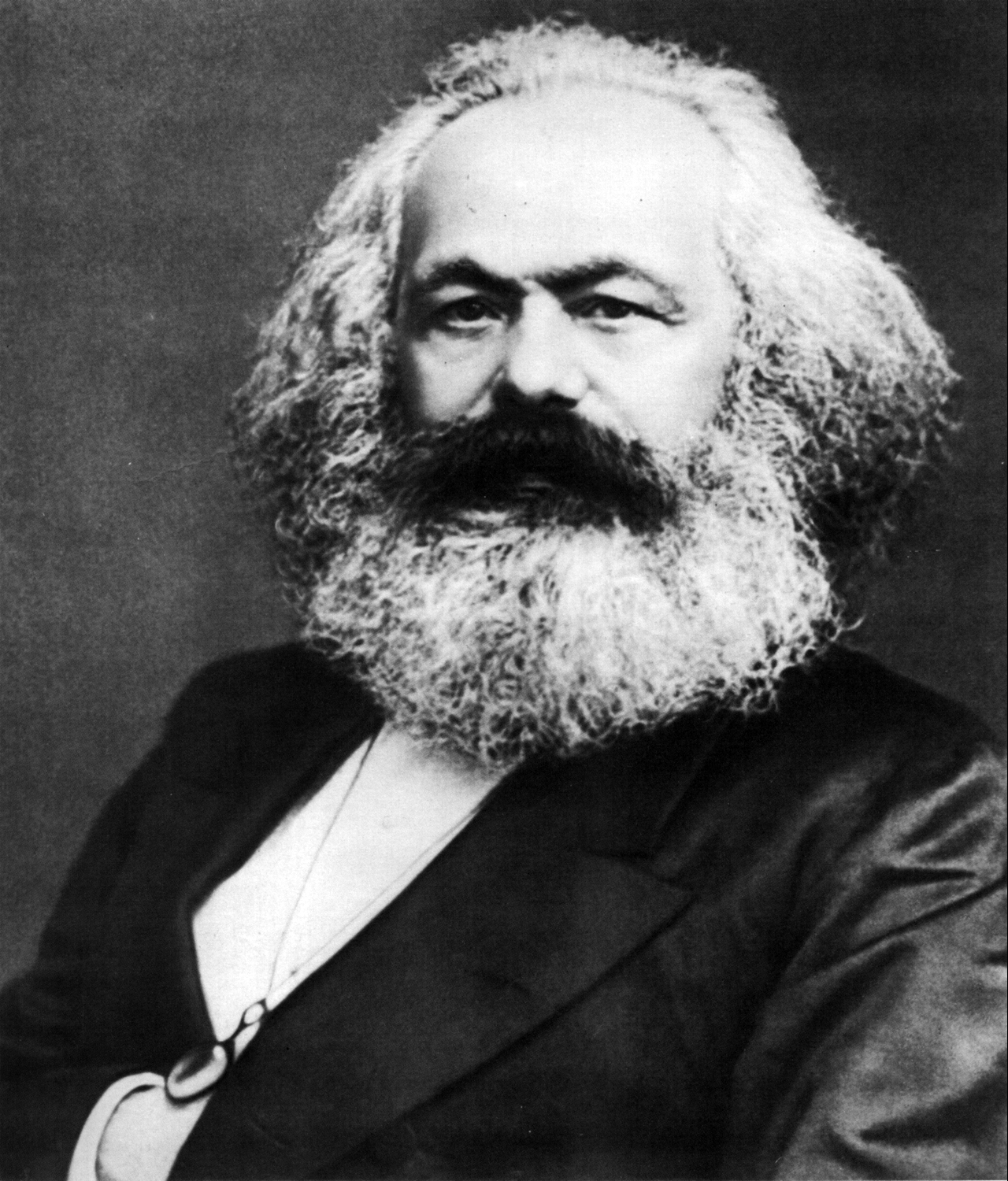
Karl Marx (1818–1883)

Tant Comte com Karl Marx es proposaren de desenvolupar sistemes científicament justificats arran de la industrialització i la secularització a Europa, empesos per diversos moviments clau en filosofia de la història i la ciència. Marx rebutjà el positivisme comtià, però mirà de desenvolupar una "ciència de la societat", malgrat que en cap moment no es designà a ell mateix com a sociòleg i la seua associació com a sociòleg és posterior. Segons l'Isaiah Berlin (1967), encara que Marx no es considerara ell mateix com a sociòleg, se'l podria considerar com un "vertader pare" de la sociologia moderna, "en la mena que qualsevol pot reclamar-ne el títol".
El fet principal de la teoria de Marx fou la conclusió principal d'haver donat respostes clares i unificades, en termes empírics familiars, a aquelles qüestions teòriques que més ocupaven aleshores la ment humana i haver-ne deduït clares directives pràctiques sense crear vincles artificials. El tractament sociològic dels problemes històrics i morals, que Comte i després d'ell, Spencer i Taine, havien discutit i esquematitzat, es convertiren en un estudi precís i concret únicament quan l'atac del marxisme militant fes de les seues pròpies conclusions un tema ardent, fent de la recerca d'evidència més zelosa i l'atenció al mètode més intensa.

#### Spencer

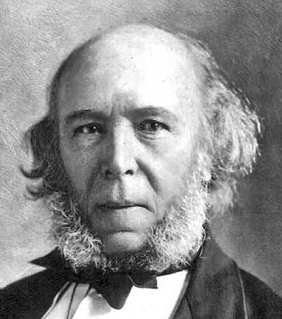
Herbert Spencer (1820–1903)

Hebert Spencer (1820-1903) fou un dels més sociòlegs més cèlebres i influents del segle xix. S'estimà que aconseguí vendre prop d'un milió de llibres mentre estigué viu, més que cap altre sociòleg de l'època. La seua influència fou encara més forta que qualsevol altre pensador del segle xix, incloent-hi Émile Durkheim, el qual definí i tot les seues idees a partir de les de Spencer. La Divisió del Treball a la Societat de Durkheim fou en gran mena un debat ja estès amb Spencer. Actualment sembla haver-hi composició sobre el fet que Drukheim prestà àmpliament les idees de Spencer. Com a biòleg notable, Spencer encunyà el terme de supervivència del més apte. Mentre que les idees marxistes definien un fil de la sociologia, Spencer era un crític del socialisme i un ferm defensor d'un estil de govern de tipus laissez-faire. Les seues idees foren observades estretament pels cercles polítics conservadors, especialment als Estats Units i a Anglaterra.

### Branques d'estudi i assumptes de la sociologia

#### Àrees d'estudi
L'abordatge que els sociòlegs fan de la cultura pot dividir-se en sociologia de la cultura i sociologia cultural —termes similars no contrastant que no són del tot intercanviables. La sociologia de la cultura és un terme antic i considera alguns tòpics i objectes d'estudi com a més o menys "culturals" que d'altres. La sociologia cultural, en canvi, veu tots els fenòmens socials com a inherentment culturals. La sociologia de la cultural mira de forma general d'explicar certs fenòmens culturals com el producte d'uns processos socials, mentre que la sociologia cultural veu la cultura com una explicació potencial dels fenòmens socials.
Després de la Segona Guerra Mundial, la sociologia que havia nascut a Europa es trasllada als Estats Units on la tasca realitzada per les universitats l'institucionalitzen. A Europa la sociologia no sap eixir de l'àmbit localista i s'hi genera una sociologia per país, pròpia a cada país. En no tenir una perspectiva més global, aquest paper fou assumit pels Estats Units, que l'expandiren; i, en aquesta dinàmica, la sociologia es torna força centrífuga quant a cos acadèmic.
Conseqüentment, sorgixen diverses branques d'estudi, com les que es presenten tot seguit:
| - Sociologia de la identitat i de la cultura - Sociologia de la infància - Sociologia del cos - Sociologia de l'esport - Sociologia del cinema - Sociologia de la moda - Sociologia de l'art - Sociologia de la música - Sociologia de la religió - Sociologia de la literatura - Sociologia de la família i del gènere - Sociologia de la desviació - Sociologia del llenguatge | - Sociologia de l'administració - Demografia social - Sociologia del Dret - Sociologia política - Sociologia pública - Sociologia de les organitzacions - Sociologia dels moviments socials - Sociologia de la comunicació - Sociologia de les desigualtats - Sociologia de la lectura - Sociologia de l'educació - Sociologia de la sociologia | - Sociologia del treball i del consum - Sociologia urbana - Sociologia de la tecnologia - Teoria del desenvolupament - Sociologia del coneixement - Sociologia de la ciència - Sociologia ambiental - Sociologia mèdica | - Sociologia de la globalització i la modernitat - Sociologia digital - Sociologia econòmica - Sociologia informàtica - Sociologia d'Internet - Sociologia rural |

La sociologia ha servit com a suport a l'estudi d'altres disciplines —com les ciències polítiques— així com de base per a estudis sobre ciència, tecnologia i societat.

#### Temàtiques comunes i mots clau
- Anomia
- Classe social
- Coerció
- Cohesió social
- Enteniment
- Cultura
- Escabellament del món
- Emocions i societat
- Estructuralisme
- Estructura social
- Fet social
- Funcionalisme
- Gènere
- Grup
- Identitat de gènere
- Positivisme
- Ètnia i raça
- Racionalització
- Revolució
- Simulació
- Sindicalisme
- Treball
- Acció col·lectiva
- Aculturació

### Utilitat de la sociologia
La sociologia és vista com un coneixement que servix per a diferents tipus d'interessos.
- interès científic, conèixer la societat
- interès aplicat, canviar la societat

El segon interès és el que porta certa problemàtica ètica. En efecte, pot servir per emancipar l'home però també servix per tot el contrari. A partir de la segona meitat del segle xx la sociologia és molt utilitzada per l'Estat. Entès des d'un punt de vista moral, la sociologia hauria de servir per millorar en més bé la societat, però això no sempre es produïx i els estats poden fer-ne un ús poc moral i esbiaixat.
En aquests casos es parla de «sociologia de l'ordre» o «ciència de l'ordre» perquè permet mantenir un ordre o règim, fins i tot implantar un règim en benefici d'uns classes dirigents, elititistes.

## Metodologia

### Sociologia com a ciència
La sociologia com la resta de les humanitats patix del problema de considerar-la o no una ciència. A la societat secularitzada i cientista occidental dels segles XX i XXI, és d'hàbit posar en qüestió les humanitats perquè no incorporen dins els seus mètodes d'investigació l'empirisme, és a dir, l'experiència. L'experiència és considerada com a fonament per obtenir uns resultats reals i no esbiaixats. Per això la biologia, la física o la química són reputades tot sovint com a ciències mentre que la història, la psicologia o la mateixa sociologia són contestades.
La història no pot de cap manera incorporar l'experiència dins el seu mètode d'investigació perquè és simplement impossible. No pot reproduir esdeveniments que han passat i no tornaran a passar perquè encara que tornaren a passar, mai passarien de la mateixa manera. Aquesta deficiència la compartixen les ciències humanes però és matisable a les ciències socials. Aquestes poden, efectivament, incorporar l'experiència a còpia d'assaigs i observacions a escala reduïda i controlada del comportament humà. Tanmateix, no deixa de ser un mètode parcial.
Per tot plegat la sociologia és criticada pel mètode i, sobre aquest àmbit, tota una visió contrària contesta aquest determinisme, posant-hi matisos. Una lectura menys determinista veu les ciències socials com a ciència perquè produïxen coneixement i són revisables. Introduïxen falsables i en tot moment poden posar-se en qüestió. No elaboren conclusions que partixen de mites i lectures metafísiques, sinó que empren punts de partença secularitzats. Alhora el terme coneixement mateix és de procedència ambigu en tant que coneixement també és aquell que parla de les tradicions.
Per tot això, la sociologia és considerada una ciència tova. No se li treu el mèrit de ser una ciència però pel mètode, se la classifica com a tova. Fet i fet, el mètode no és l'única crítica de la qual fa objecte la sociologia. Cal afegir-hi altres dimensions com el de la utilitat. És d'hàbit no veure-hi cap practicitat i, de fet, quan es mira de veure-hi certa practicitat, se l'associa a una eina d'enginyeria social, fet interpretat negativament si allò que es pretén és ésser una ciència. Ara bé, la química és una ciència malgrat que el poder puga utilitzar-la per a altres finalitats, no científiques. Sobre aquest mateix constat, la sociologia és ciència en tant que mira de comprendre el comportament col·lectiu humà a les societats modernes malgrat que la publicitat o el poder la utilitzen per altres finalitats.
Una altra crítica que patix la sociologia és la seua manca de coneixement per la població en general. Això porta ben sovint a uns usos no morals i poc ètics, a més de veure-hi una inutilitat aparent. Això fa que la sociologia siga percebuda com una "ciència del futur" perquè "hauria de dir-nos com és el futur" o que siga percebuda com una "ciència del com ha de ser la societat". Cap d'aquestes dues percepcions és correcta. Veure-les d'aquesta manera és fer enginyeria social i la sociologia no és enginyeria social, més aviat és una ciència perquè mira de comprendre, de donar respostes a una realitat que no sempre es comprèn, així com la biologia mira de comprendre la diversitat de formes del planeta terra.
Per acabar, la sociologia patix igualment d'una història disciplinària força centrífuga que no li permet moltes voltes depassar aquesta lectura amb intencionalitat i, per tant, dificulta una acceptació científica de la seua pràctica.

#### Positivisme
El principi metodològic del positivisme és conduir la sociologia de la mateixa manera que procedixen les ciències naturals. Era el mètode que havia proposat el sociòleg Auguste Comte. Un tipus d'èmfasi que es focalitza en el positivisme i el mètode científic, mira de donar una base testada a la cerca sociològica, en base al pressupòsit que l'únic coneixement autèntic és aquell que emana de l'experiència.
El positivisme ha deixat de tenir aquest significat fa un temps ençà. Existeixen almenys dotze epistemologies diferents que es qualifiquen actualment de positivistes per bé que sorgixen en oposició a les formes comtianes de positivisme, moltes vegades perquè l'etiqueta positivista ha acabat dotant-se de negativisme. La crítica antipositivista divergix en molts aspectes del mètode científic hipoteticodeductiu. Cerca modificar-lo per adaptar-lo a les ciències socials. Tanmateix, el positivisme seguix utilitzant-se de forma dominant a la sociologia contemporània, especialment als Estats Units.
Loïc Wacquant distingix diverses grans línies de positivisme:
- la durkheiniana, lògica i instrumental; s'allunya de la visió comtiana que es percep com a molt rígida i potser massa optimista. Es tracta més aviat de retenir-ne i millorar-ne el mètode. Durkheim sosté que les ciències socials són la continuació lògica de les naturals per a l'àmbit de l'activitat humana però va insistir que havien de mantenir objectivitat, racionalisme i casualitat. Desenvolupa doncs la noció de "fets socials" per al mètode sociològic.
- el positivisme instrumental que és dominant avui dia. S'intenta evitar les preocupacions epistemològiques i metafísiques a favor de l'aclariment metodològic, rèplica, confiança i validitat. Aquest tipus de mètode és sinònim de recerca quantitativa. Aquest corrent epistemològic el sosté Paul Lazarsfeld, que fou pioner en estudis de recerca quantitativa i estadística.

#### Antipositivisme
La visió antipositivista té lloc amb la crítica que el filòsof alemany Hegel en va fer i amb el sorgiment del determinisme que considera la postura positivista d'excessivament mecanicista. La metodologia de Karl Marx pren part del dialectisme hegelià, però també és un refús al positivisme i advoca per un tipus anàlisi crític que cerque complementar l'adquisició empírica de "fets" com a forma de superació de les il·lusions. És a dir, postula que les aparences o il·lusions han de ser criticades i no pas documentades simplement. Això contribuïx a la separació entre ciències pures i ciències toves. En eixe aspecte, els primers hermenèutics com ara Whilhelm Dilthey esdevingueren pioners en la distinció entre ciències naturals i ciències socials. Diversos filòsofs neokantians, fenomenologics i científics humans reforcen el discurs aportant reflexions més aprofundides de sobre com el món social modula l'anàlisi del món natural.
En context italià i en el del desenvolupament de les ciències socials i de la sociologia en particular, s'hi presencia una oposició al primer fonament dit comtià de la disciplina, ajudant-se de la filosofia especulativa. Hi tindrem una tendència anti-científica atiada per la crítica vers el positivisme i l'evolucionisme.
Vers el canvi de segle xx, la primera generació de sociòlegs alemanys introduïxen fonamentalment un anti-positivisme metodològic. Proposen una recerca que se centre en normatives culturals humanes, valors, símbols i processos socials des d'una perspectiva resoludament subjectiva. Max Weber argumenta que la sociologia pot ser descrita com una ciència, perquè és capaç d'identificar relacions casuals de l'"acció social" humana, sense que això comporten un mètode empíric en termes de ciències dures. En tant que no positivista, Weber, cercava equiparacions que no foren "històriques, invariants o generalitzables" amb les cerques de les ciències naturals.
El sociòleg alemany Ferdinand Tönnies, per la seua banda, teoritza la separació entre el concepte i la realitat de l'acció social. Finalment, Weber i Georg Simmel acaben esdeveniment pioners en termes de mètode interpretatiu. Es tracta de relacionar-se amb la cultura a partir del punt de vista de l'observat, si cal introduint-se, experimentant ésser d'eixa mateixa cultura.

### El mètode científic de la sociologia
El primer abordatge de tot estudi sociològic comença per definir el camp de treball. S'establix si l'estudi haurà de portar una mirada generalitzada o una mirada més en per menut. Els nivells d'anàlisi en sociologia són doncs, la microsociologia, la macrosociologia i la mesociologia
Segons que definix Michel Grossetti, l'estudi és microsocial quan s'aborden per menuts, macrosocial quan hi ha una anàlisi generalitzada i mesociocial quan s'interessa en nivells mitjans, com ara les organitzacions, l'agenda o les xarxes.
Fet això, es procedix a analitzar el fenomen social a través de dos mètodes, el qualitatiu i el quantitatiu.
El mètode qualitatiu es definix per la imaginació sociològica. És una expressió que donà títol a una de les obres més conegudes del sociòleg estatunidenc Charles Wright Mills, nascut a Waco (Texas) l'any 1916 i mort l'any 1962. Definix l'enfocament —i l'actitud vital— d'un sociòleg quan encara l'anàlisi de qualsevol realitat social. La imaginació sociològica ens capacitaria per veure les interseccions entre la nostra història i biografia personal i l'evolució de la societat.
Des d'aquesta perspectiva, amb la imaginació sociològica es recorre el camí que va de l'observació quotidiana, individualitzada i íntima cap a les generalitzacions; així el sociòleg pot valorar quins són els factors predominants (culturals, polítics, econòmics, etc.) a cada situació.

#### Relació amb altres disciplines
A causa del seu ampli objecte d'estudi, la sociologia sovint interacciona amb altres disciplines. Compartix amb l'antropologia el focus en l'ésser humà, si bé l'antropologia fa més èmfasi en el passat i en el que definix la persona i no tant en l'entorn. Amb les ciències polítiques té en comú l'aproximació a les estructures d'organització, de poder i de control, temes que també aparïxen a la filosofia social. En l'estudi de les característiques del sistema s'aproxima a l'economia, amb punts de connexió amb la geografia.
En un altre nivell, es relaciona amb els estudis culturals, religiosos i literaris per l'afany d'analitzar l'entramat simbòlic que envolta l'home. Igualment s'apropa a la psicologia, en analitzar els aspectes no materials de la vida humana; mentre que la sociobiologia és una ciència híbrida que mostra els punts de contacte entre la sociologia i la biologia, en destriar què és innat i què és après en el comportament de persones i comunitats.
Pot ser afí al treball social o a la filosofia crítica en el seu vessant de denúncia, quan no solament es descriu el sistema sinó que s'assenyalen les desigualtats que provoca entre els diferents grups socials. I, si el que es posa en qüestió és el coneixement, aleshores es relaciona amb els estudis de ciència i societat.

## Treballs cabdals

### Individus i societat
Partint d'un anàlisi microsocial, la sociologia definix la societat a partir de l'individu. Els estudis realitzats en sociologia demostren que l'ésser humà neix d'alguna manera en taula rasa i és amb el temps que adquirix identitat. Ho fa a través de l'anomenat procés de socialització. Es tracta de la construcció pròpia a partir del seu entorn.
Segons George Herbert Mead la nostra identitat com a individus es construïx socialment. Som allò que fem a partir del que els altres han fet de nosaltres. El procés de socialització és coercitiu perquè l'individu es veu influenciat pels altres. Els altres són:
- Relacions secundàries
  - Amics, coneguts, televisió, ràdio, internet, etc
- Relacions primàries
  - família

És relacionant-se amb aquestes "institucions sociològiques" que l'individu construïx la seua identitat. És a dir, construïx el seu jo "significant" mitjançant l'experiència que obté amb els altres.
Els altres definixen unes rutines que esdevenen normatives. Això duu els individus a jugar diversos rols socials dins la xarxa comunicativa en què es troben.
És arran de les pautes emeses que hom construïx la seua identitat i, també, la cultura d'on subjau. En efecte, les pautes dictades són en realitat culturals.
La sociologia s'interessa doncs en aquesta cultura. Definix dues maneres d'abordar-la:
- visió de sistema adaptatiu
- visió de sistema ideacional

Tècnicament, existiria una cultura objectiva i una altra de subjectiva. La subjectiva són les normes o pautes culturals mentre que l'objectiva serien les produccions culturals.
L'estudi de la societat d'una vessant macrosociològica comporta comprendre com funcionen les relacions secundàries i primàries.
Es pot observar a grans trets:
- estudis sobre les desigualtats socials
- estudis sobre la vida moderna
- estudis sobre la globalització
- estudis sobre la cultura i la identitat
- estudis sobre el consum i el treball
- estudis sobre el paper de les institucions
- estudis sobre la família i la sexualitat

Tot partint d'un anàlisi simbòlic, es miraria d'estudiar la producció d'aquests grans camps.

### Treballs fundadors
Vet ací 10 treballs que han marcat la sociologia segons un sondeig realitzat per l'Associació international de sociologia:
1. Economia i societat per Max Weber, sociòleg alemany
2. La Imaginació sociològica per Charles Wright Mills, sociòleg estatunidenc
3. Social Theory and Social Structure per Robert King Merton, sociòleg estatunidenc
4. L'Ètica protestant i l'Esperit del capitalisme per Max Weber, sociòleg alemany
5. La construcció social de la realitat per Peter L. Berger, sociòleg austríac i Thomas Luckmann, sociòleg eslovè
6. La Distinció per Pierre Bourdieu, sociòleg francès
7. Quant al procés de civilització per Norbert Elias, sociòleg alemany
8. Teoria de l'acció col·lectiva per Jürgen Habermas, sociòleg alemany
9. Estructura de l'acció social per Talcott Parsons, sociòleg estatunidenc
10. La Mise en scène de la vie quotidienne per Erving Goffman, sociòleg canadenc

## Història
L'origen de la sociologia s'emmarca en un context definit pels aclaparadors canvis propiciats per les dues grans revolucions que tingueren lloc a Europa durant el segle xviii i el segle xix. La Revolució Francesa assenyala el triomf d'idees i valors seculars com la llibertat i la igualtat sobre l'ordre tradicional. Les ciències i les realitats s'independitzen de la religió. La segona gran revolució començà al Regne Unit a la darreria del segle xviii, fou la Revolució Industrial: un ampli espectre de transformacions socials i econòmiques que envoltà el desenvolupament d'innovacions tecnològiques com l'energia de vapor i les maquinàries que propulsava. L'auge industrial produïx un enorme desplaçament de llauradors cap a les fàbriques de les ciutats, la qual cosa generà una ràpida expansió d'àrees urbanes i propicià noves relacions laborals.
La demolició de les formes de vida tradicionals feu que els pensadors acceptaren el desafiament de desenvolupar noves interpretacions tant del món social com del món natural, partint de la constatació d'una existència autònoma de la societat, com a realitat concreta i com a categoria del pensament. És d'aquesta forma que neix la sociologia com a ciència a banda. Existeixen diversos intel·lectuals d'època que mostren ja una preocupació de tipus sociològic sobre els problemes que produïxen aquestes dues revolucions sobre la societat. Per exemple, l'escocès Adam Ferguson (1723-1816) intenta comprendre les conseqüències derivades de l'expansió del comerç sobre la societat des d'un punt de vista sociològic. La periodista estatunidenca Harriet Martineau mira de comprendre les desigualtats socials des d'un punt de vista sociològic. Tot seguint aquesta tendència hi trobem a Frederic Le Play, Adolphe Quetelet, Claude-Henri de Rouvroy de Saint-Simon, Emmanuel-Joseph Siehès o Alexis de Tocqueville.

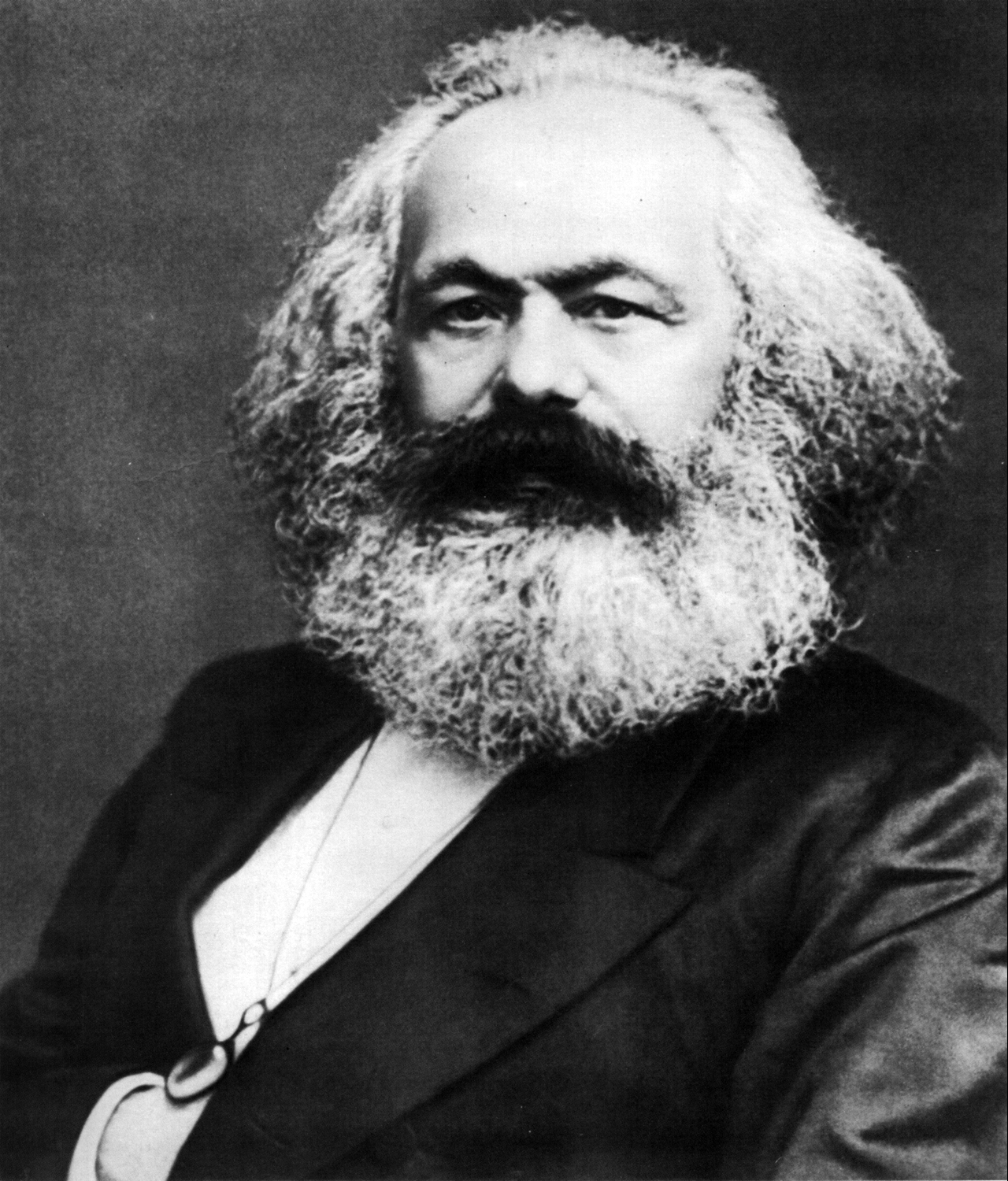
Karl Marx (1818 – 1883)
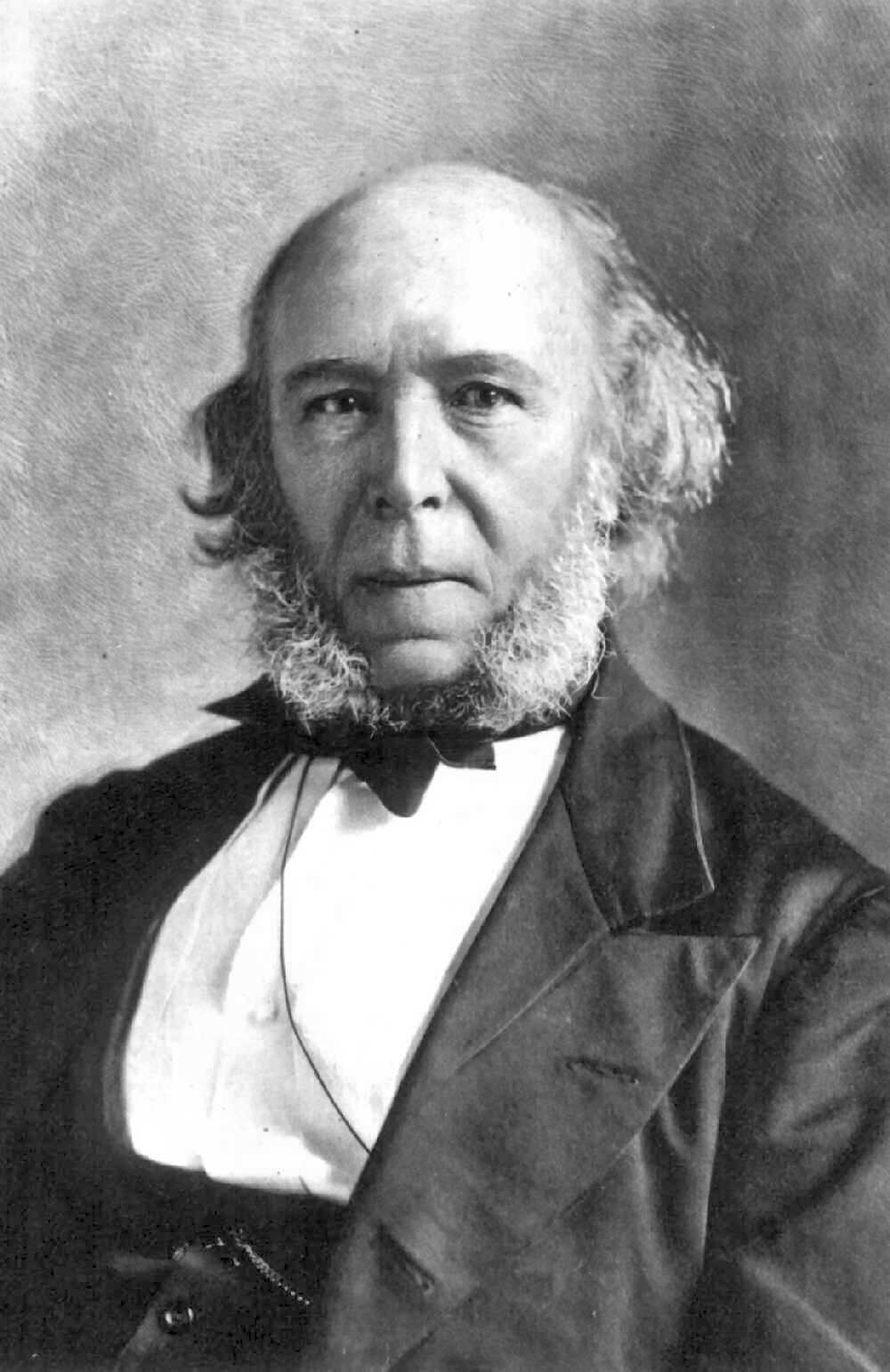
Herbert Spencer (1820 – 1903)
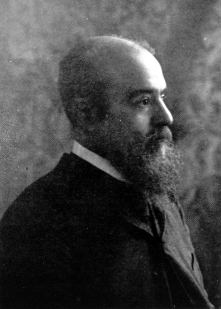
Vilfredo Pareto (1848 – 1923)
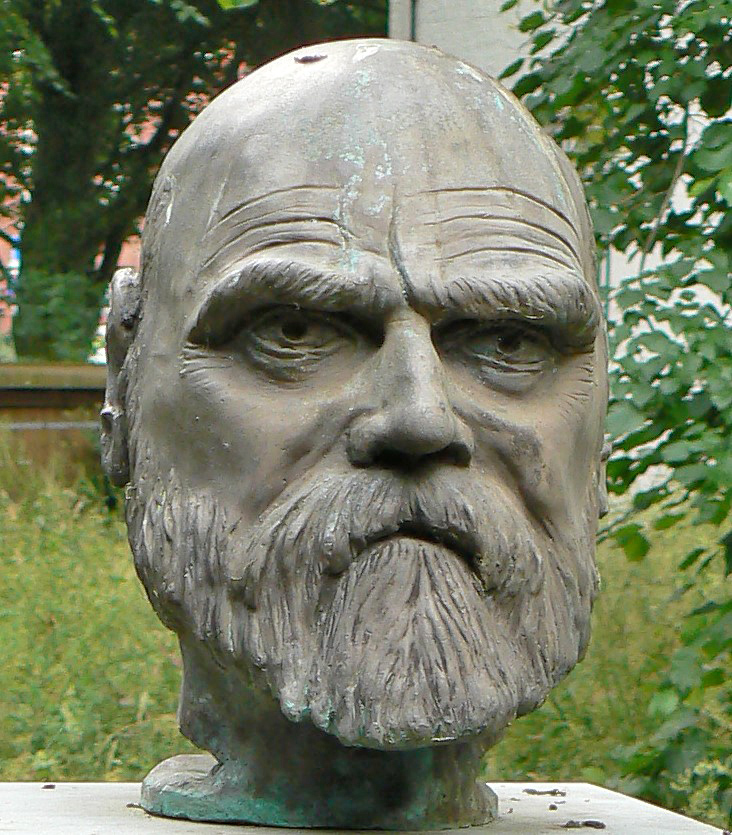
Ferdinand Tönnies (1855 – 1936)
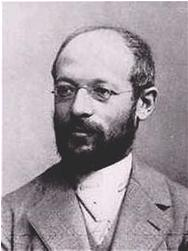
Georg Simmel (1858 – 1918)

Però és amb l'Aguste Comte i en Karl Marx que tenim els primers precursors. Comte és responsable d'intentar crear la disciplina científica dita de “sociologia” mentre que Karl Marx és el responsable de donar-hi el contingut: preocupar-se per l'home comú. Marx fa un primer estudi sobre la societat en mostrar-nos dues capes, la intraestructura i la superaestructura. La sociologia adquirix validesa al llarg del segle xix com a expressió científica del positivisme d'Auguste Comte, i assolix la maduresa amb la sociologia marxista i les obres d'Émile Durkheim (que derivarien en el funcionalisme) i Max Weber (que derivarien en l'interaccionisme). Durant el segle XX s'acaba institucionalitzant arran de la fugida de sociòlegs europeus cap als Estats Units. Allà hi neixen els diversos corrents que hui donen forma a tot el pensament sociològic.

### Pensament presociològic

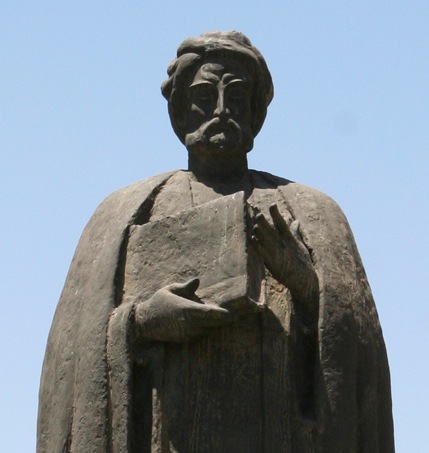
Estàtua d'Ibn Khaldoun a la Catedral Sant Vicenç de Pol, Avinguda Habib-Bourguiba, Tunísia

Abans del naixement de la sociologia ja hi havia pensament sobre com havia de ser i funcionar la societat, estava dins de la filosofia i en relació directa amb la política i l'ètica. Així, els teòrics de l'antiguitat proposaven models socials (dels quals sorgiria el concepte d'utopia), recolzant-se en paràboles i mites. També s'ocupaven de determinar el lloc de cada persona al conjunt i justificar aquesta divisió.
A Europa els socràtics alimenten aquest primer pensament presociològic. Inauguren l'observació, la comparació i la crítica. Destaquen obres com la de Menó de Plató o Ètica a Nicòmac d'Aristòtil. A la Xina antiga aquesta vessant la presenta Confuci. Al món romà caldrà posar a Ciceró dins el lot dels primers pensadors presociològics. Tanmateix, en ruptura amb tot allò que s'havia fet, el filòsof i historiador tunisià Ibn Khaldun marca al segle xiv un canvi paradigmàtic. La manera d'analitzar a la seva obra El llibre dels exemples els canvis socials i polítics que observava al Magrib i a la península ibèrica en la formació de l'Imperi musulmà permet catalogar-lo com el primer sociòleg. És el primer que introduïx el concepte de cohesió social, lligam o solidaritat per explicar com es teixeixen les xarxes relacionals del món àrab. Elabora una teoria dinàmica sobre la història i desenvolupa els conceptes de canvi i conflicte social. És rere la dicotomia de vida nòmada i vida sedentària. A Muqaddimah hi parla des d'una perspectiva sociològica sobre política, urbanisme, economia i coneixement.
A l'edat mitjana Guillem el Conqueridor ordena el 1086 l'organització d'un primer cens publicat en nom de Domesday Book i que constituïx el primer sondeig de tipus sociològic. Del costat asiàtic, un historiador xinès, Ma Duanlin, subratlla l'existència de dinàmiques socials subjacents a l'evolució història en una enciclopèdia, la Wenxian Tongkao. Juntament amb Ibn Khaldun, aquests autors constituïxen vertaderament els primers sociòlegs en termes contemporanis per bé que aleshores no existix cap mena de disciplina a banda anomenada sociologia.
El segle xvi constituïx tot una revolució per a la filosofia entesa com el bressol del pensament científic. L'humanisme es deslliga del pensament teocràtic, tot posant al centre de la reflexió a l'ésser humà. Descobertes científiques que neixen d'aquest ambient més laic com les que protagonitzen Kepler, Galileo Galilei i Nicolàs Copèrnic, entre més, conduïxen a canviar els fonaments del coneixement. Això permet alliberar la manera en com hom percep la societat i de resultes aparïxen teories diverses per explicar les societats.
És finalment amb la Il·lustració, la Revolució Francesa i la Revolució Industrial que neix la sociologia. Les reflexions sobre el contracte social, com les que procuren John Locke, Jean-Jacques Rousseau o Thomas Hobbes, repensen la societat, dotant d'altres valors. S'hi discutix sobre l'estat natural de l'home, en oposició a l'estat social. Així doncs mentre que per a Jean-Jacques Rousseau aquest estat natural era positiu, altres veien l'ésser humà per definició com un animal en perpètua lluita de manera que la societat limita la seva agressivitat amb lleis. Sorgix aleshores el contracte social, pel qual cada persona se sotmet al conjunt.

### Elseglexix

#### Els precursors

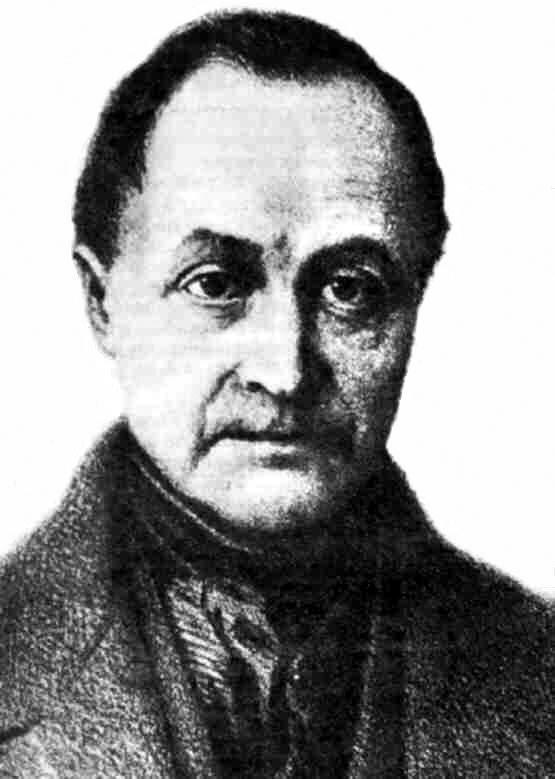
Auguste Comte, pare de la sociologia moderna

Auguste Comte fou el primer a proposar la sociologia com una ciència que podia descriure amb lleis i mètode com funcionava la societat, més enllà de troballes o síntesis individuals. Mitjançant la seva teoria de la Llei dels tres estadis que aplica a la "jerarquia de les ciències" advoca per una ciència de totes les ciències i que a parè seu hauria de ser la sociologia. En aquest sentit creu que hauria d'haver-hi manera de conèixer les lleis que regeixen la societat de manera científica. El positivisme de Comte veu doncs la sociologia com una física social. Hi subjau una tendència a reforçar el discurs del progrés perquè el mateix Comte pensava que la sociologia havia de servir per millorar la societat.
Els primers sociòlegs sorgeixen en un context de Revolució Industrial no regulada. El maquinisme enriquix la burgesia però crea dinàmiques noves. Una classe treballadora nova que viu d'ara endavant en blocs d'acer i formigó, treballa pel compte d'un capital. Les hores augmentes, el treball esdevé més pesat i pesant, sense condicions de treball, etc. Tot això que hauria de produir riquesa crea en realitat classes marginades i capes importantíssimes de població en situació fràgil.
La sociologia mira de trobar-hi respostes per tal de donar-hi solucions i per això mateix es podria dir que Karl Max és considerat com a sociòleg. És el primer que mira d'analitzar la societat industrial, és a dir, la seva estructura. Amb això elabora unes conclusions alhora que descriu la vida de l'home comú en una societat industrial. Aparïxen termes com alineació o "supraestructura". Podríem dir que tenim, després d'haver-se inaugurat la disciplina de la mà d'Auguste Comte, un primer intent d'estudi sociològic sobre les societats industrials.
Els teòrics d'aquesta època estaven marcats pel positivisme i per l'intent d'aplicar a l'ésser humà i el seu entorn les troballes de les ciències naturals. L'enfocament, en conseqüència, era sobretot quantitatiu i empíric, amb la inducció per establir tendències socials explicatives. Al final del segle sorgí una reacció contra aquesta visió, posant l'èmfasi en la interpretació i no en la simple acumulació de dades, fet que permetia fer evolucionar la sociologia cap a paradigmes més qualitatius, com per exemple Georg Simmel.

#### Els fundadors
Émile Durkheim s'imposa com a cap de files a la sociologia. A la segona meitat del segle xix la sociologia s'expandix per presentar-se cap a finals de segle com una disciplina a banda. Hi contribuïxen dos sociòlegs. Émile Durkheim, sociòleg francès, d'una banda, i Max Weber, sociòleg alemany, d'altra banda. Mira d'aplicar la mirada sociològica als actes socials en esferes molt diverses com som la família o l'educació, que després esdevindrien subdisciplines sociològiques de ple dret. També proposa un mètode científic per a la sociologia que posa per escrit a Les regles del mètode sociològic. Partint d'una concepció hol·lística de l'estudi dels fenòmens socials, considera que el fet social existix amb independència de la consciència que en tinguem. El fet social és doncs un fet exterior a la voluntat dels individus i no es podria reduir a l'autonomia.
Max Weber, per la seva banda, es preocupa pels motius de l'acció del col·lectiu. Mira d'estudiar la música, les ciutats, la borsa o els partits polítics tot agafant com a perspectiva d'anàlisi la racionalitat. En efecte, en Weber considera que allò que diferencia les societats industrials és la racionalitat i, per tant, els motius de l'acció col·lectiva cal cercar-les en la racionalitat. Alhora establix els fonaments epistemològics de la sociologia. Definix conceptes fonamentals en sociologia. Proposa igualment un mètode científic per a la disciplina.
El nucli de la sociologia del segle xix va ser el treball i com aquest formava classes socials amb vides diferents. Estava, per tant, molt marcada per la Revolució Industrial i els seus canvis. Els treballs d'en Durkheim i Max Weber potencià la multiplicació d'estudis sociològics com els que presenta Ferdinand Tonnies. Degut a les dues guerres mundials tot iniciar-se el segle xx, la sociologia a Europa s'estanca. S'hi experimentarà una certa continuïtat amb noms com Karl Mannheim o Raymond Aron però de cap manera la disciplina pot avançar. El règim nazi perseguïx molts intel·lectuals i existix una fuita de cervells caps als Estats Units.

### El segle XX

#### Institucionalització de la disciplina
El segle xx visqué la separació de la sociologia en corrents metodològics divergents:
- el funcionalisme,
- l'empirisme,
- l'interaccionisme simbòlic,
- el constructivisme,
- la teòrica crítica o la desconstrucció,

Degut a la Segona Guerra Mundial, els Estats Units es presenten com l'indret ideal per estudiar-hi sociologia. La purga que el règim nazi havia iniciat contra molts intel·lectuals europeus els porta a immigrar cap als Estats Units. Un cop allà la sociologia s'institucionalitza. Diverses universitats comencen a estudiar-ne i això desplaá el centre de gravetat europeu cap als Estats Units.
En aquesta fase hi destaca l'escola de Xicago que desenvolupa un corrent funcionalista o estructuralista funcional. Tindrà com a principal figura al sociòleg Talcott Parsons. Mira d'analitzar les estructures de les societats, és a dir, s'analitza cada institució per la funció que desenvolupa per al manteniment del sistema social. Aquest funcionalisme acaba tenen un contrapunt en Paul Lazarsfeld. A causa de l'aparició de la televisió i la ràdio, els governs comencen a necessitar estudis sociològics més pràctiques i sota una vessant molt més empirista, en Lazarsfeld aporta sondeigs, enquestes, etc
A la vegada la sociologia es nodrix d'altres ciències. La psicologia, per exemple, esdevé una disciplina auxiliar per a la sociologia com també fa de la sociologia una disciplina auxiliar de la psicologia.
Cap a finals del segle, el funcionalisme deixa de tenir vigor i s'obre un camí centrífug. El sociòleg Charles Wright Mills posa per escrit crítiques contra el funcionalisme i l'empirisme per mirar de dotar la sociologia d'una perspectiva nova. Com a temes, continuen explorant-se els del segle precedent però sorgixen noves preocupacions, com els grups socials, la contracultura, la transmissió de valors i normes i configuracions socials diferents a les tradicionals.

#### Diversificació i centrifugació
L'interaccionisme simbòlic i el constructivisme marquen la nova via de la sociologia. Erving Goffman, per la primera, i Petter Ludwig Berger o Thomas Luckmann, per la sebona, aporten maneres molt diferents d'analitzar la societat. El primer mira de comprendre els significats que teixeix la societat mentre que el segon mira de comprendre com les institucions creen la realitat.
Progressivament la sociologia tracta d'una mica de tot. S'obren els camps d'anàlisi. Pot ser objecte de sociologia gairebé tot sempre que hi posem l'apel·latiu de sociologia. Això permet comprendre com cadascun dels aspectes de la societat arriben a conformar-la. Les diverses tendències són doncs posades al servei de la sociologia d'això i d'allò altre.
Podem esbossar-ne alguns:
- El cos humà
- Les diferents edats de l'home: infància, adolescència, joventut, maduresa, vellesa
- Comportament col·lectiu
- Conflicte (una disciplina seria la criminologia)
- Cultura i arts
- Desviació
- Economia
- Sociologia de l'educació
- Emocions
- Relacions interpersonals
- Sociologia feminista
- Coneixement i ciència
- Política
- Religió
- Grups i moviments socials
- Sociobiologia

### Sociòlegs importants
Categoria principal: sociòlegs
| Clàssics fundadors - Herbert Spencer - Karl Marx i Friedrich Engels - Ferdinand Tönnies - Émile Durkheim - Georg Simmel - Vilfredo Pareto - Max Weber | Funcionalisme - Talcott Parsons - Robert K. Merton Sociologia crítica nord-americana - Charles Wright Mills Sociologia dramatúrgica - Erving Goffman Segona escola de Frankfurt - Herbert Marcuse - Jürgen Habermas | Teoritzacions recents - Ralf Dahrendorf - Pierre Bourdieu - Ulrich Beck - Anthony Giddens - Zygmunt Bauman | Sociòlegs espanyols - Manuel Castells Sociòlegs kurds - Ismail Beşikçi Sociòlegs catalans - Salvador Giner |

## Corrents de la sociologia
Des d'un bon començament aparixen diverses branques com la sociologia marxista o del conflicte, el funcionalisme, l'interaccionisme i, a partir de l'obra d'antropòlegs com Claude Lévi-Strauss, l'estructuralisme cadascuna amb les seues tesis, hipòtesis i anàlisis.
La varietat del camp d'estudi explica la varietat d'enfocaments i mètodes d'anàlisi però hi ha dos paradigmes dominants: l'holístic i l'atomista.
- Paradigma holístic: Creu que la societat és un tot superior a la suma de totes les accions, persones i conceptes. Aquest tot preexistix a l'home, que s'hi ha d'adaptar (procés de socialització), sovint amb coerció, en siga o no conscient. L'èmfasi de l'estudi estarà en les relacions de la història i les institucions.
- Paradigma atomista: Cada individu és com un àtom de la societat, amb la seva especificitat. La societat s'explica pel conjunt de relacions de les persones, en sentit ampli. L'investigador s'ha de fixar doncs en l'acció social, buscant les causes i conseqüències d'allò que fem com a individus.

### Corrents clàssics
La sociologia no és una ciència d'una única orientació teòrica i metodològica dominant. Hi duu diferents estudis i camins que expliquen la realitat social. Certament, perquè aquesta és variada. Per això es pot observar que existixen com a mínim unes tres línies mestres explicatives, fundades pels treus autors clàssics:
- la línia positivista-funcionalista, que tindria com a fundador a Auguste Comte i el seu principal exponent seria el francès Émile Durkheim
- la línia sociològica compreensiva iniciada per Max Weber, de matriu teòrica i metodològica propera a l'hermenèutica
- la línia d'explicació sociològica dialèctica, iniciada per Kral Marx

Aquestes tres línies mestres o matrius donen forma a gairebé tots els desenvolupaments sociològics posteriors. Es consoliden al segle xx, tornant la sociologia una disciplina acadèmica.

#### Funcionalisme
L'un dels paradigmes històric més ampli en sociologia i antropologia, el funcionalisme, aborda l'estructura social, és a dir, l'organització social. És el primer corrent sociològic. Per entendre-ho més bé és d'hàbit posar com a exemple l'analogia entre normes i institucions. Les institucions funcionen com a òrgans que treballen per al bon funcionament del "cos societari" mentre que les normes són les pautes que inculquen les institucions per tal de fer funcionar aquest cos. Neix amb el sociòleg i antropòleg francès Durkheim que contribuïx i tot a fundar la mateixa sociologia. Si més no la institucionalitza amb aquest primer corrent.
Adquirix igualment una certa base antropològica amb els treballs de Marcel Mauss, Bronsilaw Malinowski i Radvliffe-Brown. És fins i tot en l'usatge que en fe Radcliffe-Brown que sorgí el vocable "estructural". La tendència del funcionalisme clàssic és una lectura biologista on hi subjau un evolucionisme heretat de Charles Darwin. És a dir, té una tendència a explicar societats senzilles que haurien evolucionat cap a formes més complexes i cada institució social manté una funció dins la societat. Això s'explica per la mirada positivista que hi atorgà Auguste Comte.

#### Teoria del conflicte
Les teories funcionalistes posen èmfasi en què existixen "sistemes coesius" però contrasten sovint amb les "teories del conflicte" que critiquen aquest sistema sociopolític dominant, tot emfasitzant en la desigualtat entre certs grups humans. Els exemples que tot seguit es presenten exemplifiquen les disparitats teòritques entre funcionalistes i conflictivistes:
- Émile Durkheim deia a Divisió del Treball Social (1893) que una "civilització" s'explica pel "nexe entre el medi ambient"
- Karl Marx i Friedrich Engels en canvi, manifesten que "la història de totes les societats existents ençà és una història de lluita de classes"

Dit altrament, mentre el primer identifica una "civilització" en termes eurocèntrics i que s'hauria d'explicar pel medi ambient en què viu, la segona identifica una infraestructura que divulga un discurs evolucionista, que no fa altra cosa que exaltar la diferència entre lliures i oprimits.

#### Interaccionisme simbòlic
L'interaccionisme simbòlic s'associa normalment a la fenomenologia, la dramatúrgia i, per tant, a l'interpretativisme. És una tradició sociològica que posa l'èmfasi en els significats subjectius i en el desenvolupament empíric dels processo socials, normalment a partir de microanàlisis.
Sorgix amb l'Escola de Xicago a les dècades de l'entre-guerres europeu. Centra el seu abordatge en entendre que les estructures no són prou explicatives, sinó que cal una lectura més àmplia perquè tota activitat social i cultural va plena de significats simbòlics que ens parlen de com és la societat, la seua estructura. Es veu la societat com un mosaic complex i en canvi constant de significats subjectius que caldria detectar, analitzar i descriure.
Alguns crítics consideren que aquest abordatge es limita a una situació específica, d'una moment donat, sense tenir en consideració altres paràmetres com l'ètnia, el gènere, etc.

#### Utilitarisme
L'utilitarisme és anomenat sovint teoria dels canvis o la teoria de la tria racional. Aquest corrent de pensament tendix a privilegiar l'acció dels actors com a gent racional i individual que assumeix, mentre interactua, una cerca de maximització del seu propi interès. Segons que pot argumentar Josh Whitford, suposa que els actors racionals posseïxen quatre elements bàsics: l'individu té (1) "un coneixement sobre les alternatives possibles" (2) "un coneixement o creença sobre les conseqüències de les vàries alternatives" (3) "un ordre de preferències sobre els resultats" (4) "una guia de decisió amb què selecciona les alternatives possibles". Aquest corrent s'atribuïx específicament al treball de George C. Homans, Peter Blau i Richard Emerson.

### Corrents contemporanis

#### Estructuralisme
L'estructuralisme dona un gir al funcionalisme i en lloc de centrar-se en saber les funcions de les institucions socials, intenta d'entendre com les institucions socials aconseguixen mantenir l'ordre establert.
Té els seus orígens en una relectura dels treballs de Durkheim. Anthony Giddens es basa en la lingüística de Fredinand de Saussaure i l'antroòleg francès Claude Lévi-Strausse. En efecte, l'estructuralisme beu de la lingüística i amb aquesta proposa una lectura diferenciada però subjacent al funcionalisme durkheimnià.
Es poden denombrar quatre principis centrals de l'estructuralisem:
- l'estructura és el que determina l'estructura del tot
- els estructuralistes creuen que tot sistema té una estructura
- els estructuralistes estan interessants en les "lleis de les estructures"
- les estructures no deixen de ser allò real que es troba sota la superfície o aparença del significat

Harrison White i el Departament de Relacions Socials de Harvard són els responsables d'haver iniciat a la dècada dels 1970 una nova onada estructuralista per als estudis en sociologia.

#### Postestructuralisme
El pensament postestructuralista tendix a rebutjar les suposicions "humanistes" de la construcció social. Michel Foucault fornix una cítica important a Arqueologia de les Ciències Humanes, encara que Habermas i Rothy hagueren argumentat que Faucault només substituí un sistema de pensament per un altre.